# テクノ・ホルティ園芸専門学校
テクノ・ホルティ園芸専門学校（テクノ・ホルティえんげいせんもんがっこう、英称：The Botanical College of Technological Horticulture）は園芸の専修学校である。学校法人伊東学園が運営する。

## 概要
埼玉県行田市に所在し、園芸学を専門課程とする園芸学科と、花屋などの経営学を専門課程とするフラワービジネス学科（東京校）を設置し、修了と共に専門士の称号が与えられる。
園芸生産・園芸流通、グリーンアドバイザー、園芸療法、フラワーデザイン、ショップビジネス、環境緑化、造園施工・造園デザイン、ガーデニングなどの専攻が設ける。
1991年（平成3年）に専修学校職業教育高度化開発研究委託機関に指定される。
本校である埼玉校のほかに、東京テクノ・ホルティ園芸専門学校）と、タイ王国ラヨーン県に熱帯植物栽培実習センターを持つ。かつて大阪テクノ・ホルティ園芸専門学校も運営したが閉校した。
創立期に柳宗民、笠原貞男、江尻光一、山本晃など日本園芸界の講師陣が教授を務めた。

## 沿革
- 1974年 - 学校法人伊東学園を設立。
- 1988年 - テクノ・ホルティ園芸専門学校を創立。埼玉県行田市に本校を開校、園芸学科（2年制）を設置。
- 1990年 - 大阪校開校。
- 1991年 - 専修学校職業教育高度化開発研究委託機関に文部大臣より指定。
- 1995年 - 埼玉校・大阪校が専門士の称号授与の課程として文部大臣より認定。
- 1997年 - 3年制の園芸2類学科課程を設置。埼玉校第二号校舎を増設。
- 1998年 - 東京校開校。フラワービジネス学科を設置。
- 1999年 - タイ・ラヨンに熱帯植物栽培実習センター開設。東京校が専門士の称号授与の課程として文部大臣より認定。

## 学科
- 園芸学科（専門士課程）
  - 園芸1類学科
  - 園芸2類学科
- フラワービジネス学科（専門士課程）

### 専門課程
- 花と緑の生産・流通コース
  - 園芸生産・流通専攻
  - 園芸療法・福祉専攻
- フラワーデザイン・ビジネスコース 
  - フラワーデザイン専攻
  - ショップビジネス専攻
- 造園・環境緑化コース 
  - 環境緑化専攻
  - 造園施工・デザイン専攻
  - ガーデニング専攻

## 姉妹校・研究施設
- 東京テクノ・ホルティ園芸専門学校
- 大阪テクノ・ホルティ園芸専門学校
- テクノ・ホルティ熱帯植物栽培実習センター（タイ国ラヨーン県）

## 出身者
- 熊澤直樹
- 柿崎順一
- 鄭敬日（チョン・キョンイル）
- 中三川聖次
- 山田尚俊

## 所在地
- 埼玉県行田市埼玉白塚通4758番1